# 8448 Belyakina
8448 Belyakina è un asteroide della fascia principale. Scoperto nel 1976, presenta un'orbita caratterizzata da un semiasse maggiore pari a 2,2662180 UA e da un'eccentricità di 0,0611108, inclinata di 4,07756° rispetto all'eclittica.